# Corsaren
Corsaren var Danmarks første satiriske vittighedsblad af betydning grundlagt af Meïr Aron Goldschmidt. Det fungerede samtidigt som en oppositionsavis på linje med deciderede politiske blade som Fædrelandet og Kjøbenhavnsposten. Første nummer udkom torsdag 8. oktober 1840. Sidste nummer udkom 1855.

## Baggrunden
Goldschmidt havde som 18-årig udgivet et blad for byen Næstved. Hans familie boede der, mens han selv var flyttet til København. Herfra redigerede og trykte han Lokalbladet, som mest henvendte sig til borgere i Præstø Amt. En af artiklerne førte til en pressesag og endte med en bøde og et års censur for udgiveren. Kort efter Frederik 6.s død i 1838 solgte han bladet for 200 rigsdaler. Med disse penge grundlagde han Corsaren.
Der var gået nogle samtaler med gode venner forud for dette foretagende, men planen var forøvrigt ingenlunde grundigt gennemtænkt, og da det kom til stykket fik den heller ikke støtte af de skrivekyndige blandt vennerne. Goldschmidt var i begyndelsen ene både om den praktiske ordning af sagen og om udarbejdelsen af stoffet, indtil han i tidens løb fik støtte af et par fastere medarbejdere og kunne gøre regning på en livligere indsending af bidrag.

## Ansvarssystemet
Nr. 1 af Corsaren udkom torsdag 8. oktober 1840, nr. 2 onsdag 28. oktober, nr. 3 fredag 20. november, hvorefter bladet udkom regelmæssigt hver fredag, når intet "Beslag" (beslaglæggelse) standsede dets fremkomst. Efter indførelsen af Trykkefrihedsforordningen af 1799 kunne tidsskrifter beslaglægges, hvis materialet fandtes stødende mod loven. Som "ansvarshavende Redakteur, Udgiver og Forlægger" afløste i begyndelsen forskellige illitterære personer hinanden, lejede til at bære de juridiske følger af udtalelser, som de var uden indflydelse på – en stråmands-institution, som tidens vanskelige presseforhold kunne undskylde, men som med alt det havde noget pinagtigt for Goldschmidt, der senere har udtalt, at "et Blad som Corsaren behøver fortrinsvis noget Blankt og Fint hos Redaktionen; der skulde ikke være givet Folk Anledning til at tale om "Sjovere"; der skulde ikke være givet Anledning til endnu Mere". Tilføjes bør det dog, at det var muligt at købe andre til at springe soldat, og at også Goldschmidt selv ramtes af lovens tunge hånd, da Højesteret brød igennem ansvarssystemet og idømte ham fængsel på vand og brød, bøde og livsvarig censur.
Corsarens politiske standpunkt var i høj grad uafhængigt. I ungdommeligt – idealt sværmeri for republikken angreb den ufortrødent det absolutte kongedømme, dets institutioner og redskaber; men mens den her i adskillige situationer kom til at stå side om side med den liberale opposition, værgede den sin selvstændighed ved ikke mindre årvågent at blotte dennes fejl og overgreb og havde særlig et skarpt blik for den eftertragtede konstituionalismes bekvemhed til engang at bringe sine forkæmpere til magten og derved skabe et partivælde i folkefrihedens navn; Corsaren antog sig således naturligst det bredere folkelags sag og viste særlig sympati for de i skyggen stillede samfundsdele, almuen på land og i by, hvis tarv den forsvarede med en antydning af kommunistiske tanker, som viste langt ud over den skattebevillingsret og borgerlige frihed, der var det nærmeste mål for den liberale presse.

## Vittighedsbladet
Som vittighedsblad var bladet et absolut nyt fænomen i den danske litteratur og har endog strakt sine virkninger ud over denne, om ellers den mangeårige redaktør af det tyske blad Kladderadatsch, David Kallisch, har ret i sin forsikring om, at dette berømte vittighedsblad afgjort er fremkaldt af Corsaren. Bladets æstetiske betydning er ikke betinget alene af den omstændighed, at også litterære og kunstneriske fænomener var inddragne under dets satire og stundom parodieredes i artikler af selvstændigt komisk værd; også arten af dets persiflage falder ind under en æstetisk kategori, forsåvidt både den større komposition og den isolerede vittighed kunne måles til fordel med den komiske digtnings, det pointerede epigrams målestok. Hvad der endnu har bevaret disse satiriske udfald en egen friskhed, er en vis naiv kunst i deres udformning, noget man kunne kalde uredigeret eller uarrangeret i deres fremsættelse, trods den med fuldtbevidst satire tilspidsede bråd.

Ypperligst af alle Corsarens vittigheder, fordi den uskyldig og diskret overlader det til læseren selv at drage konsekvensen, er måske det allerførste stykke i nr. 1, hvilket tillige har den bemærkelsesværdighed ved at være forfatteren Poul Chievitzs eneste bidrag i bladet. Det er en samtale imellem en skolelærer og en af hans elever: 
| Citat | Skolelæreren. Nu videre. Hvad vil det sige, at Gud er almægtig! Drengen. Han kan gøre Alt, hvad han vil. ... Men saa er jo Kongen ogsaa almægtig. Skolelæreren. Aa Snak! Drengen. Jo, han kan jo ogsaa gjøre Alt, hvad han vil. Skolelæreren. Snak! Hvad forstaaes ved, at Gud er almægtig? Hvad staaer derom i Lærebogen? Drengen. (ramser op). Han kan gjøre Alt, hvad han vil, uden Møje; men han gjør ikkun det, som er viist og godt, fordi han ikke vil Andet end det alene. Skolelæreren. Ja, seer Du det!" | Citat |
|       | |       |

Corsaren gjorde betydelig sensation i 1840'ernes sociale tilværelse. Den var det utålmodigst ventede og det ivrigst læste af alle blade. Det havde en egen pikant interesse at se, hvor nær op mod den farlige grænse, bag hvilken beslaglæggelser og tiltale lurede, dens forblommede tale kunne nå, uden at censor turde forstå, hvad der var vitterligt for alle andre, og en lignende kildrende fornemmelse var det i disse autoritetens dage at se myndigheden og magten stillede blot for en satire, som ikke respekterede nogen selskabelig grænse. Men også slettere instinkter kom bladet mod sin hensigt til at sætte i bevægelse: man så med skadefryd det offentlige livs personligheder udpegede og aftegnede som mål for latter, og man forvekslede til tider Corsarens tendens med den almindelige skandalpresses og forsynede den hemmeligt med angivelser af mere eller mindre privat art, i håb om at se dem benyttede i den personlige hævnlysts tjeneste.

## Striden med Søren Kierkegaard
Det slag, der omsider førtes imod Corsarens eksistensberettigelse, ramte Goldschmidt såmeget føleligere, som det udgik fra en personlighed, hvem hans blad på særlig fremtrædende måde havde tillagt en ideel vægt, der stillede den i læ for den sædvanlige satire. Søren Kierkegaard stod så at sige på fredhellig grund i henseende til Corsarens angreb, der ellers ramte alle iflæng; hans Enten-Eller var blevet varmt hyldet, "Lehmann vil dø og blive glemt, men Victor Eremita døer aldrig", havde bladet profeteret, og det vil finde en større nydelse i at spise tørt brød og drikke vand med Hilarius Bogbinder end ved at drikke champagne med Hr. Bøotius (Aftenbladets udgiver J.L. Boëtius).

Såmeget mere knusende måtte virkningen blive, da pludselig en af de kierkegaardske pseudonymer, Frater Taciturnus, i en Artikel i Fædrelandet (december 1845) udbad sig det som en litterær æresoprejsning at måtte "komme i Corsaren". »
| Citat | Det er virkelig haardt for en stakkels Forfatter at staa saaledes udpeget i dansk Litteratur, at han (antaget, at vi Pseudonymer ere Een) er den eneste, som ikke udskjældes der. | Citat |
|       | |       |

Anledningen til denne Kierkegaards aggressive frontstilling overfor Corsaren var for dennes vedkommende ikke fri for at være noget søgt. Angrebet var nemlig hovedsagelig rettet mod en artikel af Peder Ludvig Møller, der i en føljetonistisk tilretning, i hvilken det ikke er ganske let at skelne mellem forfatterens egne og de hans soranske hjemmelsmænd tillagte domme over Kierkegaards forfatterskab, gør dette til genstand for undersøgelse. Skøndt Goldschmidt på det mest uforbeholdne havde forsikret Kierkegaard om hans antagelses urigtighed, fastholdt denne dog hårdnakket sin mening om P.L. Møllers væsentlige indflydelse på Corsaren og identificerer ham også i den famøse artikel med bladet, idet han siger: 
| Citat | hvor Aanden er, der er Kirken, hvor P.L. Møller er, der er Corsaren | Citat |
|       |                                                                     |       |

hvorhos han betegner slutningen af den litterære føljeton i Gæa som 
| Citat | et af disse væmmelige Corsar-Angreb paa fredelige, respektable Mænd, der i hæderlig Ubemærkethed røgte hver sit Kald i Statens Tjeneste, paa udmærkede Mænd, der ved Meget have gjort sig fortjente, ved Intet latterlige. | Citat |
|       | |       |

## Krigen tabes
Efter denne eklatante krigserklæring havde Corsaren intet andet valg end skyndsomst at nedrive altret for sit idol og besørge dets satiriske henrettelse på vanlig vis. Det skete med vid og en af den overrumplende situation affødt friskhed, både i tekst og tegning, og fra dette tidspunkt stammer de gengivelser af Kierkegaards person, der – med al karikaturmæssig overdrivelse – måske bedst har bevaret os hans ydre billede. Men overfor den litterære glorie, der omstrålede Søren Kierkegaard, og den autoritet, han var i besiddelse af, var denne Corsaren-vittighed dog næsten magtesløs. Han fulgte med energi og med en ensidighedens lidenskab, hvorom mangfoldige udkast og varianter i hans efterladte dagbogsoptegnelser giver den mest levende forestilling, det spor, han var slået ind på, idet han i en ny artikel i Fædrelandet satte Corsaren i klasse med et offentligt fruentimmer og hævdede, at han atter ved denne lejlighed havde fået latteren på sin side, idet han havde opnået at blive udskældt på bestilling:
| Citat | Man kan altsaa bestille Corsaren til at udskjælde, ligesom man bestiller en Lirekasse til at gjøre Musik. Maaske er den oftere før bleven brugt saaledes, dog med den Forskjel, at En, i Forbitrelse og Hadskhed dragende Ironien over sit eget Hoved, har bestilt Corsaren til at udskjælde en Anden. | Citat |
|       | |       |

På Goldschmidt gjorde denne episode det indtryk, at han opgav Corsaren. Kierkegaard havde med gennemført litterær etikette sondret mellem sin borgerlige personlighed og "Pseudonymerne" og endog talt med Goldschmidt om fejden, mens den førtes, men brød omgangen med ham fra det øjeblik af, han i Afsluttende uvidenskabelig Efterskrift vedkendte sig forfatterskabet til pseudonymerne. På samme måde fastholdt han også under sit angreb sondringen mellem Corsar-udgiveren Goldschmidt og den Goldschmidt, der "havde udgivet en god Bog", for hvilken Kierkegaard ønsker, "at Paaskjønnelsen velvilligen og rigeligen og opmuntrende maa vorde ham til Del." Den af en så vægtig autoritet fremhævede "gode Bog« var fortællingen En Jøde, forfattet af "Adolph Meyer" og mod slutningen af 1845 "udgiven og forlagt af M. Goldschmidt".
September 1846 opgav Goldschmidt bladet. Det videreførtes til 1855 af andre skribenter, hvor det gik ind på grund af manglende oplag.

## Genudgivelse
Allerede i 1845 udkom i Christiania i Norge bogen Udvalg af Corsaren's to første Aargange, udvalgt og redigeret af tidsskriftets redaktion. Ved at udgive bogen i Norge kunne redaktørerne omgå den danske censur og derved publicere nogle af de artikler som var blevet undertrykt af de danske myndigheder. Det var desuden oprindeligt planen at bogen derudover skulle indeholde nogle nyskrevne kontroversielle artikler, men dette sidste forsæt blev dog forladt inden bogens udgivelse. I 1847 udkom i Tyskland en oversættelse af udvalget på tysk under titlen Das illustrierte Schleswig-Holstein und Dänemark, dog stærkt redigeret i forhold til den norske udgave.
På grund af regeringens mange oplagsbeslaglæggelser findes der i dag ikke noget komplet sæt af Corsaren fra Goldschmidts periode som redaktør. På trods af at både det Kongelige Bibliotek (som ejer Goldschmidts eget eksemplar af tidsskriftet), Københavns Universitetsbibliotek, Folketingets Bibliotek, Statsbiblioteket og Syddansk Universitetsbibliotek har en sæt af tidsskriftet i deres beholdning, er der ingen komplette sæt.
I 1977-79 udgav Det Danske Sprog- og Litteraturselskab under redaktion af Uffe Andreasen en fotografisk reproduktion af årgangene 1840-46 af tidsskriftet. Ved udgivelsen foregik en kollationering mellem alle de ovennævnte biblioteksejede sæt af tidsskriftet foruden enkelte beslaglagte numre som fandtes i sagsakterne på Landsarkivet for Sjælland og Rigsarkivet i forbindelse med retssager mod bladet. På trods af arbejdet og på trods af at denne reproduktion repræsenterer den mest komplette eksisterende udgave af tidsskriftet, mangler der i dag stadig et par numre i at have en fuldstændig udgave.

## Ekstern henvisning
- Digitaliserede udgaver af Corsaren i Mediestream
- Corsaren i opslagsværket "De Danske Aviser"